# Francis Beaumont
Francis Beaumont (Grace Dieu, Leicestershire, 1584-Londres, 1616) fue un poeta y dramaturgo renacentista inglés, famoso sobre todo por sus colaboraciones con John Fletcher.

## Vida
Beaumont fue hijo del jurista Sir Francis Beaumont de Grace Dieu, Leicestershire. Comenzó su educación en Broadgates Hall (hoy Pembroke College, Oxford) a los trece años. Pero la muerte de su padre en 1598 le obligó a dejar los estudios y ejercer de abogado, ingresando en el Inner Temple en Londres en 1600. No obstante, su dedicación al Derecho no duró mucho.
Más interesado en el mundo literario, fue discípulo del poeta y dramaturgo Ben Jonson; conoció a Michael Drayton y otros poetas y dramaturgos, y decidió que ésta era su profesión. En 1602 apareció su primera obra Salmacis and Hermaphroditus. La edición de 1911 de la Encyclopædia Britannica consideraba que esta obra "en absoluto desprestigiaba a un joven de dieciocho años." En 1605, Beaumont escribió versos elogiosos para el Volpone de Jonson. 
Alrededor de 1605 comenzó a colaborar con John Fletcher. Ambos están considerados como los iniciadores de la comedia de intriga inglesa. Los dos habían comenzado sus carreras dramáticas con destacados fracasos; la obra de Beaumont The Knight of the Burning Pestle, interpretado por primera vez por los Niños de Blackfriars en 1607, fue rechazada por una audiencia que, según dice la epístola de la edición en "quarto" de 1613, no fue capaz de darse cuenta de la "marca de ironía sobre ella;" esto es, se tomaron la sátira de Beaumont del drama pasado de moda como un drama pasado de moda. Al año siguiente, la obra de Fletcher Faithful Shepherdess fracasó en el mismo escenario. En 1609, sin embargo, crearon conjuntamente Philaster, que se representó por los King's Men en el Globe Theatre y en Blackfriars. La obra fue un éxito de público, haciendo despegar las carreras de los dos dramaturgos y, además, suscitando un nuevo interés por la tragicomedia. Vivieron en la misma casa en el Bankside en Southwark, "compartiéndolo todo en la más cercana intimidad." Modernamente se ha especulado con la posibilidad de que fueran amantes, hasta que Beaumont se casó en 1613 con Ursula, hija y coheredera de Henry Isley de Sundridge en Kent, de quien tuvo dos hijas. Beaumont murió en 1616 y está enterrado en la Abadía de Westminster. Aunque hoy Beaumont es recordado como dramaturgo, en vida también fue celebrado como poeta.

## Obras

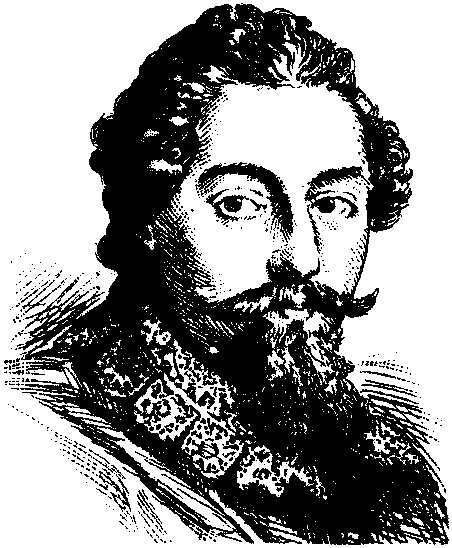
Dibujo de Francis Beaumont

Sobre la colaboración entre Beaumont y Fletcher se escribió una vez que "en sus obras conjuntas sus talentos están tan … completamente fundidos en uno solo, que la mano de Beaumont no puede distinguirse claramente de la de Fletcher." No obstante, esta afirmación romántica no sobrevivió a un examen crítico de las obras. En el siglo XVII, Sir Aston Cockayne, un amigo de Fletcher, especificó que había muchas obras en el folio de 1647 atribuidas a Beaumont y Fletcher que no debían nada a Beaumont, sino que más bien reflejaban la escritura de Philip Massinger. Los críticos del siglo XIX como E. H. C. Oliphant sometieron las obras a un examen literario más consciente, - a menudo subjetivo e impresionista- y, no obstante, comenzaron a diferenciar la escritura de cada uno. Este estudio se profundizó, sobre bases más objetivas, por los eruditos del siglo XX, especialmente Cyrus Hoy. Aunque lejos de una certeza absoluta, hay consenso crítico sobre el canon de Fletcher y sus colaboradores; respecto a Beaumont, el siguiente esquema es el menos controvertido de todos. 
Sólo de Beaumont:
- The Knight of the Burning Pestle (El caballero de la maza ardiente), comedia (estrenada 1607; impresa 1613), parodia de los Caballeros andantes tomada del Quijote.
- The Masque of the Inner Temple and Gray's Inn, mascarada (estrenada el 20 de febrero de 1613; impresa 1613?).

Con Fletcher:
- The Woman Hater, comedia (1606; impreso 1607)
- Cupid's Revenge, tragedia (hacia 1607-12; impreso 1615)
- Philaster, or Love Lies a-Bleeding, tragicomedia (hacia 1609; impreso 1620)
- The Maid's Tragedy (La tragedia de la doncella), tragedia (hacia 1609: impreso 1619)
- A King and No King, tragicomedia (1611; impreso 1619)
- The Captain, comedia (hacia 1609-12; impreso 1647)
- The Scornful Lady, comedia (hacia 1613; impreso 1616)
- The Noble Gentleman, comedia (con licencia de 3 de febrero de 1626; impreso 1647)

Obras de Beaumont y Fletcher, revisadas más tarde por Massinger:
- Thierry and Theodoret, tragedia (hacia 1607?; impreso 1621)
- The Coxcomb, comedia (hacia 1608-10; impreso 1647)
- Beggar's Bush, comedia (hacia 1612-13?; revised 1622?; impreso 1647)
- Love's Cure, comedia (hacia 1612-13?; revised 1625?; impreso 1647)

Debido al estilo muy distintivo y personal de Fletcher en cuanto a las preferencias lingüísticas y formas contraídas (ye por you, 'em por them, etc.), su mano se puede distinguir muy fácilmente de la de Beaumont en sus colaboraciones. En A King and No King, por ejemplo, Beaumont escribió enteros los Actos I, II, y III, más escenas IV.iv y V.ii y iv; Fletcher escribió solo las tres primeras escenas del Acto IV (IV.i-iii) y la primera y tercera escenas del Acto V (V.i y iii)—así que la obra es más de Beaumont que de Fletcher. Lo mismo puede afirmarse respecto a The Woman Hater, The Maid's Tragedy, The Noble Gentleman, y Philaster. En sentido contrario, Cupid's Revenge, The Coxcomb, The Scornful Lady, Beggar's Bush, y The Captain son más de Fletcher que de Beaumont. En Love's Cure y Thierry and Theodoret, la influencia de la revisión de Massinger complica las cosas; pero también en estas obras, Fletcher parece el autor principal, y Beaumont el secundario.